# Storia della matematica finanziaria
Nei primi secoli della sua vita, la matematica finanziaria fu considerata solamente come un'aritmetica commerciale, e quindi le sue tappe salienti vanno rintracciate nella storia dell'aritmetica.
Successivamente il progresso della scienza economica e della tecnica bancaria, unitamente all'introduzione di nuovi strumenti matematici, hanno consentito di assegnarle un ruolo specifico, cioè l'analisi degli aspetti matematici delle operazioni finanziarie, intese come operazioni di credito.
Già gli antichi Babilonesi risolvevano problemi finanziari che implicavano il calcolo dell'interesse composto: se ne trova un esempio in una tavola del 1700 a.C., conservata presso la collezione del Louvre (problema babilonese del 1700 a.C.). Nel corso dei secoli successivi non ci furono evoluzioni matematiche significative e i problemi finanziari venivano risolti per approssimazione a causa della grossolanità degli strumenti aritmetici allora conosciuti. Occorre anche considerare che i sistemi di numerazione in uso per molti secoli in Occidente, ossia il greco e il romano, non permettevano l'applicazione di algoritmi per la risoluzione effettiva dei problemi.

## Sistema di numerazione indo-araba e Liber Abbaci
Le cifre decimali oggi conosciute come numeri arabi e la corrispondente notazione posizionale furono definite dai matematici indiani, probabilmente nel VI secolo, quasi sicuramente influenzati dalle notazioni sessagesimali dei matematici babilonesi; gli arabi le conobbero durante i viaggi commerciali e, avendone apprezzati i vantaggi, basarono su quella notazione la contabilità moderna, perfezionando l'idea della numerazione posizionale (ogni cifra assume un valore diverso – unità, decina, centinaia etc. - a seconda della sua posizione all'interno del numero). Tale numerazione rendeva possibile la scrittura di qualsiasi numero e semplificava di molto le quattro operazioni. Una prima traccia delle cifre arabe in Italia si trovò nei documenti del notaio Raniero, perugino, che le utilizzò per numerare le righe dei suoi documenti di testo. I veri protagonisti dell'ingresso e della diffusione in Occidente della numerazione araba furono però i mercanti, capeggiati da Leonardo Pisano, detto il Fibonacci, che nel 1202 scrisse una pietra miliare dell'algebra commerciale: il Liber Abbaci. Questo grande algoritmista seguì il padre in Algeria per imparare la pratica di mercante e, affascinato dalla matematica, la studiò girando per le scuole arabe di tutto il mediterraneo. Durante questo periodo scrisse la sua opera, in cui vennero presentate le nove “figure indiane” e il segno zero (l'attuale sistema di numerazione). Le esperienze mercantili lo portarono alla conclusione di quanto fosse necessario stabilire delle regole per risolvere problemi commerciali: infatti dedicò un terzo della sua opera alla risoluzione di problemi di tal genere (problemi tratti dal Liber Abbaci).
In seguito all'uscita del Liber Abbaci si diffusero le Scuole d'abaco o botteghe d'abaco, dove gli studenti potevano imparare, attraverso l'uso di specifici trattati d'abaco, gli algoritmi per la risoluzione dei più comuni problemi, con particolare attenzione a quelli commerciali (esempio di problema contenuto in un trattato d'abaco). Tra le principali scuole d'abaco in Italia si ricordano soprattutto Verona, Firenze e Venezia.

## Tavole per il calcolo dell'interesse composto
Ci fu quindi un continuo sviluppo dell'aritmetica commerciale fino a che le banche, che si andavano via via ingrandendo, si accorsero della necessità di avere delle tavole numeriche per il calcolo dell'interesse composto (le prime furono quelle di Francesco Balducci Pegolotti, del 1350 circa), tavole che però ciascuna banca custodiva gelosamente come “segreti dell'arte”, rallentandone così la diffusione. 
Tale segretezza, unitamente alla mancanza dei logaritmi e alla tendenza ad ignorare nelle nazioni protestanti gli studi dei cattolici e viceversa, fecero sì che solo pochi esperti erano in grado di risolvere i problemi legati al calcolo dell'interesse composto, generalmente applicati ai prestiti. Si ricordino inoltre le questioni legate all'usura (i prestiti che richiedevano il pagamento di un interesse per molto tempo vennero considerati peccato), che di certo non facilitarono la divulgazione del calcolo dell'interesse. 
Nel 1478 venne pubblicato il primo libro di matematica stampato: Larte de labbacho, comunemente conosciuto come l'Aritmetica di Treviso, di autore ignoto. È un manuale ad impostazione didattica dedicato “a ciascheduno che vuole usare larte de la merchandantia chiamata volgarmente larte de labbacho”.
In esso la presentazione delle operazioni aritmetiche può essere considerata un'introduzione al problem solving commerciale (Swetz, 1987).
Nel 1482 anche Piero Della Francesca, sommo pittore, pubblicò un trattato d'abaco, in cui sono presenti numerosi problemi commerciali risolti per mezzo della geometria e dell'algebra, impostando equazioni di 4° ed in alcuni casi persino di 6º grado.
Nel 1494 Luca Pacioli pubblicò la Summa de Aritmetica Proporzioni et Proporzionalità, un'opera che tratta di aritmetica, algebra e contabilità, con una parte dedicata alla matematica finanziaria, in cui fu presentato il metodo della partita doppia.
Nello stesso periodo alcuni matematici contribuirono alla risoluzione di problemi particolari, che riguardavano per esempio il calcolo di tassi effettivi in contrapposizione a quelli nominali. Tra i tanti si ricordano i problemi risolti da Gerolamo Cardano nel 1545 e Nicolò Tartaglia nel 1560 (problemi di Cardano e Tartaglia).
Le prime tavole dell'interesse composto rese pubbliche in Europa furono quelle costruite da Trenchant a Lione nel 1558 per la risoluzione di un problema per Re Enrico. In realtà queste tavole, che calcolavano i valori di {\displaystyle (1+i)^{n}\ } erano troppo limitate e consideravano solo due tassi di interesse.
Nel 1582 ad Anversa (altro grande mercato monetario, in Belgio) anche Stevin costruì delle tavole dell'interesse composto che riguardavano i valori di {\displaystyle (1+i)^{-n}\ } e di {\displaystyle \sum _{n=1}^{n}n(1+i)^{-n}}, contenute nel suo manuale (manuale di Stevin). Egli fu il primo a sviluppare l'uso delle frazioni decimali, in modo che fu possibile calcolare i montanti in regime di capitalizzazione composta anche per frazioni di anno, cioè assumendo un fattore di capitalizzazione con esponente frazionario.

## Introduzione dei logaritmi
All'inizio del XVII secolo ci fu l'invenzione dei logaritmi ad opera di Napier, grazie a cui vennero costruite tavole per il calcolo dei montanti di capitali in regime di capitalizzazione composta; pochi anni dopo Bürgi pubblicò le Tavole delle progressioni aritmetiche e geometriche, che rendevano i calcoli più semplici attraverso l'uso della moltiplicazione logaritmica. Queste tavole, oltre ad essere utili per i calcoli astronomici, semplificavano l'utilizzo delle tavole dell'interesse composto costruite da Stevin.
Nello stesso periodo si ebbe l'introduzione della geometria cartesiana che, unitamente all'invenzione dei logaritmi, aprì la strada a nuove metodologie di calcolo per la matematica finanziaria: i metodi più efficaci furono quelli basati sugli sviluppi in serie, intravisti da P.Mengoli nel 1659 e scoperti da Newton nel 1666. Grazie ad essi fu possibile tabulare nei secoli successivi diverse funzioni matematiche utili per il calcolo dell'interesse composto.
Il secolo XVIII e l'inizio del XIX furono caratterizzati da una fase di affinamento della matematica finanziaria: nel 1820 circa Cauchy, studiò le equazioni funzionali (note come equazioni funzionali di Cauchy). Una di queste equazioni compare quando si parla di scindibilità di una legge di capitalizzazione: una legge di capitalizzazione è scindibile se il corrispondente fattore di montante {\displaystyle f(t)\ } soddisfa la seguente relazione: 
{\displaystyle f(t)=f(t_{1})\,f(t-t_{1})} con {\displaystyle 0<t_{1}<t\ }.

## Applicazioni della matematica finanziaria
Nel XVIII secolo si definirono anche le basi scientifiche della matematica attuariale, nata dalla risultante di concetti finanziari, calcolo dell'interesse composto e dall'introduzione del calcolo della probabilità, mentre la formazione della moderna scienza attuariale è avvenuta durante il secolo XIX (occorre ricordare però che già durante la seconda metà del XVII secolo negli Stati Nordici era diffusa una forma di assicurazione sulla vita; nello stesso periodo J. De Witt pubblicò un calcolo di rendite vitalizie basato sui principi della probabilità e E. Holley costruì le prime tavole di mortalità).
In Italia nella prima metà del XX secolo vi furono numerosi studi nel settore della matematica finanziaria ed attuariale, favoriti dalla nascita dell'Istituto Nazionale delle Assicurazioni e dai problemi della sicurezza e previdenza sociale. Nel 1919 fu fondato il Giornale di Matematica Finanziaria: in questo settore si ricordano soprattutto i contributi di Cantelli e De Finetti.